# Davis Mills
Davis Compton Mills (Atlanta, Georgia, 21 de octubre de 1998) más conocido como Davis Mills, es un jugador profesional estadounidense de fútbol americano que se desempeña en la posición de quarterback en Houston Texans, equipo de la National Football League (NFL).

## Carrera
Fue seleccionado en la tercera ronda en la Reunión Anual de Selección de Jugadores de la NFL de 2021. Hizo su debut profesional con el equipo Houston Texans, donde lleva jugando tres temporadas.